# Basiswet
De term basiswet  wordt in sommige landen gebruikt als een alternatief voor een grondwet. Het is vaak een 'tijdelijke maar noodzakelijke maatregel' en wordt soms gezien als een voorloper van de grondwet. Een basiswet hoeft niet per se door de wetgevende macht geaccordeerd te worden.

## Nieuwe Duitse deelstaten
Het Ländereinführungsgesetz gaf de nieuw ingestelde deelstaten alleen een landdag mee, maar bepaalde wel dat deze landdagen tevens de functie van grondwetgevende vergadering hadden. In de eerste vergaderingen in oktober en november 1990 werden basiswetten vastgesteld. In de jaren daarna werden deze basiswetten vervangen door echte grondwetten.

## Lijst van basiswetten
- Hongkongse basiswet
- Basiswet van Israël
- Basiswet van Macau
- Basiswet van Oman
- Basiswet van Saoedi-Arabië
- Palestijns Nationaal Convenant